# Freestyle (narciarstwo)
Freestyle – jest to osobna dyscyplina narciarska polegająca na zjeżdżaniu po różnego rodzaju trasach oraz wykonywaniu przy tym jak najefektowniejszych skoków i ewolucji w powietrzu. Służą do tego odpowiednie narty.
Freestyle można uprawiać na przygotowanych stokach lub poza trasami łącząc go z freeridem.
- Sport Freestyle (narciarstwo). sport.wig-20.com. [zarchiwizowane z tego adresu (2013-11-05)].